# Pterija
Pterija je bila prestolnica Asircev v severni Kapadokiji, Turčija. Herodot piše, da jo je leta 547 pr. n. št. osvojil in porušil lidijski kralj Krez. V bližini mesta je bila jeseni 547 pr. n. št. bitka med Krezom in perzijskim kraljem Kirom II. Velikim, ki se je končala brez zmagovalca. 
Pterijo nekateri istovetijo s Hatušo (Boğazkale) in bližnjim najdiščem   Kerkenes, vendar za to ni nobenega trdnega dokaza. Herodot omenja Pterijo blizu Sinopa ob Črnem morju, ki je zelo oddaljen oh Hatuše. 